# Poecilostomatoida
Die Poecilostomatoida bilden eine Ordnung der Ruderfußkrebse (Copepoda). Die meisten Arten leben auf der Oberfläche von Salzwasserfischen, Weichtieren und Stachelhäutern. Die Ordnung Poecilostomatoida wird jedoch von manchen Autoren inzwischen den Cyclopoida untergeordnet.
In der Bezeichnung steckt das griechische Wort "ποικίλος", "poikílos", welches gefleckt oder ausgeschmückt bedeutet. In biologischen Namen bedeutet es auch variabel, vielgestaltig. Der zweite Teil des Wortes leitet sich vom griechischen "στόμα", "stóma" für Mundöffnung ab. Poecilostomatoida bedeutet also Lebewesen mit vielgestaltigen Mundwerkzeugen.

## Beschreibung
Ein gemeinsames Merkmal der Arten dieser Ordnung ist das Verhalten bei der Paarung. Anders als bei den übrigen Ruderfußkrebsen werden die Weibchen der Poecilostomatoida von den Männchen mit den Maxillipeden ergriffen, nicht mit den Antennulae. Das führte im Laufe der Stammesgeschichte zu einem Geschlechtsdimorphismus in der Ausformung der Maxillipeden.
Die weitere Klassifikation dieser Krebstiere wurde aufgrund der Struktur ihrer Mundwerkzeuge vorgenommen. Bei den Poecilostomatoida haben die Mandibeln eine transversale Spalte, die teilweise durch ein überhängendes Labrum bedeckt wird, die einer Oberlippe ähnelt. Obwohl die Form der Mandibel bei den Poecilostomatoida stark variiert, kann sie doch allgemein als sichelförmlich beschrieben werden.
Die Antennen sind häufig in der Größe stark reduziert und teilweise zu kleinen Haken oder Klauen modifiziert, die dazu dienen, die Krebstiere an ihrem Wirt festzuhalten.

## Lebenszyklus
Wie bei allen Krebstieren gibt es eine Reihe von Larvenstadien, die durch Häutungen getrennt sind und an deren Ende die Erwachsenenform steht, die sich nicht mehr häutet. Dabei unterscheiden sich die Larvenstadien erheblich von der Form erwachsener Poecilostomatoida. Die Embryonen werden vom Muttertier in einzelnen oder paarigen Säckchen, die am ersten Bauchring (1. Thorakalsegment) befestigt sind, transportiert. Auf dem Bild links sind die blaugefärbten Säckchen gut zu erkennen.

## Vorkommen
Die meisten Poecilostomatoida leben als Ektoparasiten auf Meeresfischen, Weichtieren oder Stachelhäutern. Meist halten sie sich an der Außenhaut des Wirtes fest oder leben in Mundhöhle oder Schlund. Einige befallen auch die Kiemen der Wirtstiere. Nur eine Familie der Poecilostomatoida lebt endoparasitisch im Körper des Wirts. Einige Poecilostomatoida wurden auch an ungewöhnlichen Orten gefunden, zum Beispiel in Strandseen, bei Tiefseeschloten und kalten Tiefseequellen.
Einzelne Arten haben auch das Süßwasser erobert und befallen die darin lebenden Fische.

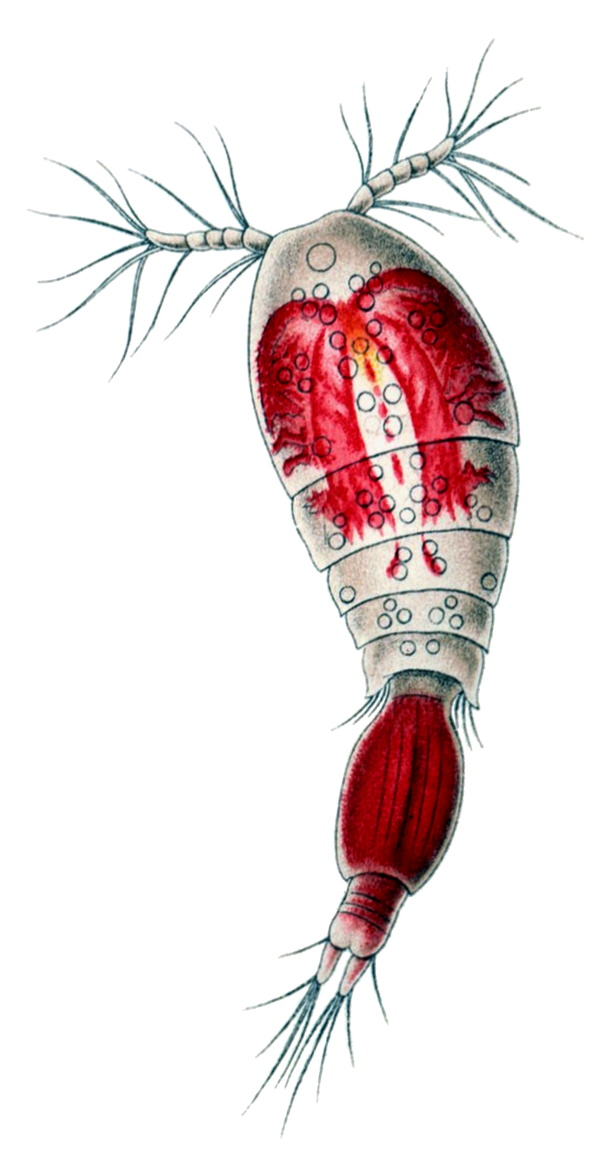
Oncaea venusta. Eine Zeichnung von Ernst Haeckel 1904.

## Liste der Familien
Die Ordnung umfasst mehr als 60 Familien:
- Abrsiidae Karanovic, 2008
- Anchimolgidae Humes & Boxshall, 1996
- Anomoclausiidae Gotto, 1964
- Antheacheridae Sars M., 1870. Erzeugen Gallen in Seeanemonen
- Anthessiidae Humes, 1986
- Bomolochidae Claus, 1875
- Bradophilidae Marchenkov, 2002
- Catiniidae Bocquet & Stock, 1957
- Chondracanthidae Milne Edwards, 1840: Parasitische Arten, welche die Kiemenkammer überwiegend von am Meeresboden lebenden Fischen befallen.
- Clausidiidae Embleton, 1901
- Clausiidae Giesbrecht, 1895: Parasitische Lebensweise.
- Corycaeidae Dana, 1852
- Echiurophilidae Delamare Deboutteville & Nunes-Ruivo, 1955
- Entobiidae
- Erebonasteridae Humes, 1987: In der Tiefsee bei schwarzen Rauchern gefunden[10]
- Ergasilidae Burmeister, 1835: Befallen überwiegend Süßwasserfische, zum Teil auch Fische des Brackwassers. Bevorzugte Einnistung in die Kiemen, daher auch als Kiemenlaus benannt.
- Eunicicolidae Sars G.O., 1918
- Gastrodelphyidae List, 1889
- Herpyllobiidae Hansen, 1892
- Intramolgidae Marchenkov & Boxshall, 1995: Parasitiert an Seescheiden
- Kelleriidae Humes & Boxshall, 1996
- Lamippidae Joliet, 1882
- Lernaeosoleidae Hogans & Benz, 1990 (Status unaccepted): Parasitiert auf Grundfischen des Nordatlantiks
- Lichomolgidae  Kossmann, 1877
- Lubbockiidae
- Macrochironidae
- Mesoglicolidae
- Myicolidae  Yamaguti, 1936, parasitieren z. T. auf marinen Ascariden
- Mytilicolidae Bocquet & Stock, 1957. Mytilicola intestinalis lebt im Darm von Muscheln
- Nereicolidae  Claus, 1875. Anomopsyllus abyssorum parasitiert in marinen Anneliden
- Octopicolidae Humes & Boxshall, 1996, parasitiert auf Tintenfischen
- Oncaeidae Giesbrecht, 1893. Octopicola superba parasitiert auf Tintenfischen.
- Philichthyidae Vogt, 1877. Parasitieren auf Meeresfischen
- Philoblennidae  Izawa, 1976
- Phyllodicolidae
- Pionodesmotidae
- Polyankyliidae
- Pseudanthessiidae
- Rhynchomolgidae
- Sabelliphilidae
- Saccopsidae
- Sapphirinidae[11]
- Serpulidicolidae
- Shiinoidae: Parasitische Lebensweise. Bevorzugt werden spanische Makrelen befallen.
- Spiophanicolidae
- Splanchnotrophidae
- Synapticolidae
- Synaptiphilidae
- Taeniacanthidae
- Tegobomolochidae
- Telsidae
- Thamnomolgidae
- Tuccidae: Parasiten
- Umazurcolidae
- Urocopiidae
- Vahiniidae
- Ventriculinidae
- Xarifiidae
- Xenocoelomatidae